# غار دیدقله
غار دیدقله (گرجی: დიდღელეს მღვიმე) یک غار در گرجستان است که در تسقالتوبو واقع شده است.